# Argument ontològic
L'argument ontològic per a l'existència de Déu va ser proposat per primer cop pel filòsof medieval sant Anselm de Canterbury.
Anselm no proposà exactament una metodologia ontològica, és a dir, preocupat per la natura de l'ésser, però la seva argumentació pren com a referència la distinció entre éssers necessaris -coses que no poden no existir- i éssers contingents -coses que poden no existir. L'argument ontològic per a l'existència de Déu en totes les seves interpretacions i formes acaba en una afirmació similar a "Déu existeix, ja que és un ésser necessari".
Una versió molt col·loquial de la conclusió d'Anselm és que "Déu no pot no existir". Òbviament, això és una afirmació controvertida, i l'argument ontològic té una llarga història de detractors i defensors.

## Argument original d'Anselm de Canterbury
Anselm presenta l'argument ontològic com una part de la pregària adreçada a Déu. Comença amb una definició de Déu, o una suposició necessària sobre la natura de Déu, o potser tot alhora.
"Creiem que Nostre Senyor és una cosa sobre la qual no podem imaginar res més gran."
Llavors, Anselm fa la gran pregunta: Déu existeix?
Per respondre, primer intenta demostrar que "Déu existeix 'en l'enteniment':
"L'impiu dirà que una cosa és existir en l'enteniment (ell diu entendre la idea de "Déu), però això no vol dir que existeixi en realitat"
Anselm justifica la seva suposició, usant l'analogia d'un pintor:
"Quan un pintor imagina el que farà, té a la ment el que encara no ha fet, però encara no és a la realitat. Però quan ho ha pintat, existeix a la realitat i també al seu enteniment".
Així, fins i tot l'impiu ha de reconèixer que a l'enteniment hi existeix quelcom sobre el qual no es pot imaginar res més gran, ja que quan ho sent ho entén, i tot el que s'entén és a l'enteniment."
Ara Anselm introdueix una altra suposició:
"I certament que una cosa sobre la qual no es pot imaginar res de més gran no pot existir només a l'enteniment: també es pot imaginar a la realitat, que és més gran i complet."
Exemple: la major part de la gent preferiria uns 100 € reals a uns 100 € imaginaris.
"Així, si allò sobre el qual no es pot imaginar res més gran, només existeix a l'enteniment, es pot imaginar una cosa més gran (aquella que compleix totes les qualitats de la primera i a més existeix). Però això és impossible."
Anselm creu que això és una contradicció. D'aquí, n'extreu la seva conclusió:
"Existeix, llavors, allò sobre què no es pot imaginar res més gran, tant en l'enteniment com a la realitat."